# Francis Howgill
Francis Howgill (* 1618 in Todthorne, Westmorland; † 20. November 1668) war Mitglied der Religious Society of Friends (Quäker) in England. Er war Prediger und Autor und wird zu den Valiant Sixty gezählt, einer Gruppe von Männern und Frauen, die in den Anfängen des Quäkertums viel Leid auf sich genommen haben, um ihre Lehre zu verbreiten.

## Leben
Howgill wurde in Todthorne geboren. Er studierte Theologie und arbeitete zunächst für die Anglikanische Kirche als Priester. Dann schloss er sich den Anabaptisten an und hatte 1652 eine Gemeinde in der Grafschaft Yorkshire. Darüber hinaus stand er im Kontakt zu Independenten und Seekern. Diesen Kontakt hielt er bis zum Ende seines Lebens aufrecht. Als George Fox im selben Jahr auf seinem Friedhof predigte, kam Howgill mit dem Quäkertum in Kontakt. Noch im selben Jahr schloss er sich den Quäkern an.
Als er in der Folgezeit mit den beiden Quäkern James Nayler und John Autland predigend durch Westmoreland zog, wurde er verhaftet. Nach seiner Entlassung aus dem Gefängnis von Appleby begann er sofort wieder mit der Missionstätigkeit im Norden von England. Im Jahre 1654 unternahm er eine Missionsreise nach London, mit dem Ziel, den Lordprotektor Oliver Cromwell selbst zu Missionieren. Dies war aber nicht von Erfolg gekrönt. Howgill gründete in London die erste öffentliche Quäkerversammlung in der Watling Street in Moorfilds, nahe dem Bethlem Hospital, im Haus von Robert Dring. Diese Versammlung wuchs in den darauf folgenden Jahren bis zu 3.000 Besuchern pro Gottesdienst bzw. Andacht. Es wurden fast täglich Andachten abgehalten.
Von 1655 bis 1659 führten ihn seine Predigtreisen durch Durham, Yorkshire, Northumberland, Irland und Schottland. Bei dem Konflikt zwischen James Nayler und George Fox versuchte er vergeblich, eine Aussöhnung zu erreichen. 1663 wurde Howgill erneut inhaftiert; diesmal wegen der Verweigerung des Eides. Darüber hinaus wurde er enteignet und das Bürgerrecht wurde ihm aberkannt. 1669 verstarb er in der Haft. Aber selbst im Gefängnis wurde er von Quäkern aufgesucht und um Rat gebeten. Sein Rat war vielen so wichtig, dass sie auch weite Wege zu dem Gefängnis in Kauf nahmen. Gemeinsam mit Edward Burrough und Margaret Fall schuf er den Kendal Fund „for the service of truth“. Daraus wurden (Missions-)Reisen, Buchprojekte und andere Dinge finanziert. Ohne diesen Fund wäre die Verbreitung des Quäkertums nicht so erfolgreich verlaufen.

## Literarisches Werk
Als Autor wurde Howgill in Deutschland ab 1661 bekannt. Er verfasste die erste Quäkerschrift, die explizit für den deutschsprachigen Raum gedacht war und die jungen Quäkergemeinschaften unterstützen sollte. Er richtet darin seine Ansprache an die Verfolger und appelliert an sie, die Unterdrückung zu beenden und Glaubensfreiheit zu gewähren. Seine Schriften wurden, im Gegensatz zu anderen Quäkerautoren, von gegnerischen Theologen des Festlands zur Kenntnis genommen. So findet er als „Fanaticus“ in dem Gelehrten Lexikon von Christian Gottlieb Erwähnung. Howgills Texte und Predigten sind oft harsch und mit militärischen Metaphern durchsetzt. Er war bekannt für seine streitbare Natur und suchte bewusst die theologische Konfrontation. Hierbei machte er auch von Verdammungen und Verwünschungen gebraucht, auch wenn er sich klar für Gewissens- und Glaubensfreiheit ausspricht. Nach seiner „Theology of Suffering“ betrachtet er seine Verfolgung und seine Gefangenschaft als ein notwendiges Zeichen göttlicher Erwählung.